# Siegfried Isaacsohn
Siegfried Isaacsohn (geboren 1845 in Marienburg; gestorben 27. November 1882 in Berlin) war ein deutscher Historiker und Gymnasiallehrer.

## Leben
1855 siedelte seine jüdische Familie nach Berlin über, wo Siegfried das französische Gymnasium besuchte. Dort erlangte er auch das Abitur.
Siegfried Isaacsohn hörte während seines Studiums von 1867 bis 1870 an der Friedrich-Wilhelms-Universität zu Berlin unter anderem bei Leopold von Ranke, Harry Bresslau und Johann Gustav Droysen. Er wurde 1870 mit der Dissertation Der deutsch-französische Krieg im Jahre 1674 und das Verhältniss des Wiener Hofes zu demselben von der Friedrich-Wilhelms-Universität promoviert.
Isaacsohn war Mitarbeiter an der Allgemeinen Deutschen Biographie, zu der er eine Reihe von Artikeln beitrug. 1880 war er an der Edition der Urkunden und Actenstücke zur Geschichte des Kurfürsten Friedrich Wilhelm von Brandenburg beteiligt. Dennoch blieb er „stets Gymnasiallehrer im sozial wenig exklusiven Berliner Osten und ausgesprochener Außenseiter in der historischen Zunft“.
1882 verstarb Siegfried Isaacsohn an Typhus.

## Familie
Siegfried Isaacsohn heiratete 1880. Seine einzige Tochter starb 1882, im selben Jahr wie der Vater.

## Schriften
- Der deutsch-französische Krieg im Jahre 1674 und das Verhältniss des Wiener Hofes zu demselben. Nach bisher unedirtem urkundlichen Material, Puttkamer & Mühlbrecht, Berlin 1871 (= Druckfassung der Dissertation). (Digitalisat)
- Geschichte des preußischen Beamtenthums vom Anfang des 15. Jahrhunderts bis auf die Gegenwart, 3 Bände. Puttkammer & Mühlbrecht, Berlin 1874–1884; Nachdruck 1962.
- De consilio regio a Friderico II in Germania instituto. Commentatio historica, Puttkammer & Muehlbrecht, Berlin 1874.
- Die Finanzen Joachims II. und das ständische Kreditwerk, in: Zeitschrift für preußische Geschichte und Landeskunde, Jg. 16 (1876).
- mit Harry Bresslau: Der Fall zweier preußischen Minister des Oberpräsidenten, Eberhard von Danckelmann 1697, und des Grosskanzlers C.J.M. von Fürst 1779. Studien zur Brandenburgisch-preussischen Geschichte, Weidmann, Berlin 1878.
- als Herausgeber: Urkunden und Actenstücke zur Geschichte des Kurfürsten Friedrich Wilhelm von Brandenburg, Reihe 15: Ständische Verhandlungen, 3 Bände, Reimer, Berlin 1869–1899, Bd. 2: Mark Brandenburg, 1880.